# Телеграммы Международного телеграфного агентства
«Телегра́ммы Междунаро́дного телегра́фного аге́нтства» — в Российской империи ежедневный бюллетень, издававшийся в Санкт-Петербурге в 1872—1883 годы Международным телеграфным агентством (МТА) под редакцией П. С. Усова, а с 16 мая 1875 года — А. Краевского; выходил несколько раз в день.
МТА было создано шесть лет спустя после создания первого телеграфного агентства в России; оба были частными предприятиями. В 1882 году к ним прибавилось Северное телеграфное агентство, в 1894 году появилось первое общероссийское телеграфное агентство.